# Andreaea heinemannii
Andreaea heinemannii là một loài rêu trong họ Andreaeaceae. Loài này được Hampe & Müll. Hal. mô tả khoa học đầu tiên năm 1846.